# Cư Êwi
Cư Êwi, Cư Ê Wi hay Cư Ewi là một xã cũ trong tỉnh Đắk Lắk, Việt Nam.

## Địa lý
Xã Cư Êwi có vị trí địa lý:
- Phía đông giáp huyện Krông Bông
- Phía tây giáp xã Ea Ning
- Phía nam giáp xã Ea Hu
- Phía bắc giáp Krông Pắc.

Đây là xã thuộc vùng kinh tế mới. Phần lớn dân trong xã là người Kinh và người các dân tộc thiểu số từ vùng Đông Bắc Việt Nam di cư tới.

## Lịch sử

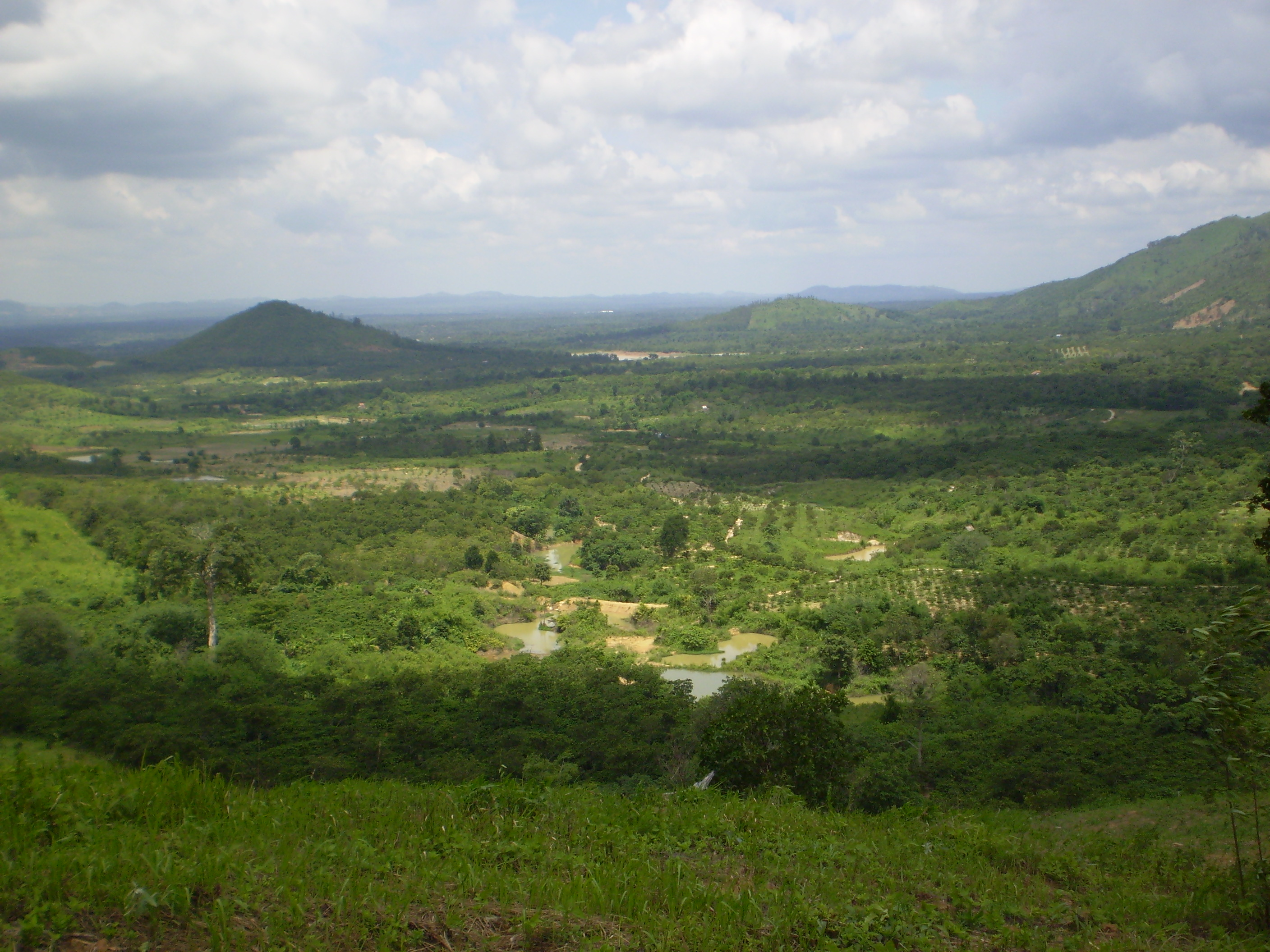
Núi đồi của xã vào mùa mưa

Dân cư trước đây chủ yếu là người dân tộc Êđê, sống du canh du cư. Theo các tư liệu ghi lại của Bảo tàng Đắk Lắk qua hai đợt điền dã (1997 và 2007) tại xã, có di tích quần thể được xác định là của người Chăm tọa lạc (bao gồm thôn 1A, 1B và thôn 2). Gồm 12 cá thể khác nhau, trong đó có 9 ngôi mộ lớn nhỏ và 3 công trình khác được đoán định là đền thờ, sân đền và nhà chờ dùng để nghỉ ngơi, bày biện lễ vật cúng tế... Theo dòng thời gian rừng chiếm diện tích lớn, bắt đầu có các nông trường trồng cà phê. Chỉ có hai lò gạch và một vài nhà, người người dân tộc phía Bắc bắt đầu vào khai phá. Dân tộc thiểu số tại chỗ sống du canh du cư đến đây và năm 1986, họ chỉ khai phá những vùng đất chung quang, chưa chú ý làm ruộng nhiều. Đa số vẫn chọn làm lúa rẩy, hoa màu. Địa giới hành chính chưa xác định giữa hai huyện Krông Ana và Krông Bông. Dân Kinh và người dân tộc miền núi phía Bắc di cư tự do vào, họ tổ chức khai thác rừng làm đất rẩy trồng hoa màu. Hộ nào nhiều người thì phát được nhiều, diện tích bị rừng phá khó kiểm soát. Nhà nước đã tiến hành sắp xếp lại các hộ di cư, chuyển một số hộ đi vùng khác huyện, khoang vùng đất ở vào đất rừng. Khoảng chừng năm 1990 trở lại đây, dân di cư tự do vào khai hoang vùng đất này. Tạo thành xã hiện nay,
Năm 1993, trên cơ sở một phần diện tích tự nhiên và dân số của xã Ea Bhốk thành lập 2 xã Cư Ê Wi và xã Ea Hu, rừng đang thu hẹp dần, đồi trọc đang ngày càng nhiều.
Năm 2007, theo Nghị định số 137/2007/NĐ-CP ngày 27 tháng 8 năm 2007 của Chính phủ Việt Nam về việc điều chỉnh địa giới hành chính, tách huyện Krông Ana thành hai huyện Krông Ana và Cư Kuin, đồng thời Cư Êwi tách thành 2 xã; Cư Êwi và Ea Ning. Ngày 12/6/2025 sáp nhập xã Cư Êwi và xã Ea Hu vào xã Ea Ning tạo thành xã Ea Ning

## Kinh tế
Kinh tế trên địa bàn xã vẫn còn nghèo Cư Êwi là một xã thuần nông, hộ nghèo chiếm nhiều. Nông nghiệp chiếm 98,8% diện tích, đường giao thông vẫn chưa được trải nhựa. Hiện tại các gia đình trong xã nhiều hộ có diện tích đất khá lớn, triển vọng cho kinh tế về nông nghiệp cho xã. Nhiều hộ gia đình có đầy đủ ba dạng của kinh tế nông thôn như vườn, ao, chuồng. Có những hộ gia đình có những diện tích đất lớn cả hơn chục Ha, chủ yếu là họ tự khai phá lấy từ đất rừng. Tỉ lệ sinh vẫn còn chiếm tỷ lệ cao, dân số của xã đang ở độ tuổi còn trẻ. Có một hợp tác xã Trầm hương cung cấp giống cây trồng cho xã và các vùng khác trong tỉnh, một vài lò gạch. Công nghiệp chưa có mặt tại đây.
Cây công nghiệp ngắn ngày như: Trầm hương, cao su, mía đang phát triển mạnh.

## Văn hóa
Có 4 thôn là người dân tộc phía Bắc di cư vào. Ở xã có 10 dân tộc anh em chung sống trong đó 1 dân tộc bản địa, 9 dân tộc di cư chủ yếu từ phía Bắc vào (Tày, Nùng, Cao Lan, Sán Chí.v.v.). Các tôn giáo chính: Thiên chúa giáo, Phật giáo, Tin lành, Cao Đài. Ngoại trừ dân tộc bản địa, dân cư từ các vùng miền khắp đất nước có mặt ở đây ít nhiều. Văn hóa pha trộn giữa các nét từ các vùng quê của Việt Nam, tạo thêm nhiều phong phú cho nét thôn quê. Các dân tộc phía Bắc vẫn giữ được một số truyền thống, phong tục tập quán. Những phong cách sống của cộng đồng đang thay đổi dần dần, vì nhiều yếu tố. Căn bản là rừng núi đang ngày càng đi sâu vào xa, nhiều phong tục gắn liền với núi rừng không thực tế nữa. Họ đang phát triển kinh tế cùng các sinh hoạt văn hóa, ngoài chính quyền ra các hội đồng hương, tôn giáo, giao lưu văn hóa.
Lễ hội dân gian Việt Bắc được xã tổ chức vào các ngày 7-8-9 tháng Giêng âm lịch hằng năm (riêng năm 2021 vì ảnh hưởng bởi dịch Covid-19 nên dời vào tháng Hai). Đây là dịp để các dân tộc phía Bắc mang những nét đặc sắc của mỗi dân tộc đến với bà con trong xã. Các hoạt động tổ chức trong lễ hội như: Thi nướng lợn quay, nấu cơm lam, thi đánh bóng chuyền, tung còn, thi múa,... Lễ hội được bắt đầu tổ chức từ năm 2016 và đến nay vẫn được tổ chức hằng năm.
Các phương tiện truyền thông, truyền hình vệ tinh, internet ở đây được ưa chuộng, vì tín hiệu thu sóng ổn định. Một số hộ dân có sử dụng thiết bị DVB-T2 (truyền hình số mặt đất), tuy nhiên vì trạm phát khá xa và số kênh thu sóng rất ít nên cũng rất ít người lắp đặt. Phát thanh của xã được đùng để tiếp nối các đài địa phương, các thông tin cập nhật của xã, các văn bản thông báo của xã, huyện và tỉnh. Do trình độ dân trí chưa đồng đều, cộng với nhiều nét văn hóa phong phú ở các tỉnh khác, văn hóa các dân tộc, tín ngưỡng. Tạo thêm cho thế mạnh về sinh hoạt văn hóa của xã so với huyện.

## Hành chính
Xã Cư Ê Wi được chia thành 9 thôn và 1 buôn, bao gồm:
8 thôn: Thôn 1A, 1B, 1C, 2, 3, 4, 5, 12

1 buôn: Buôn Tăc Mnga (hay theo đơn vị hành chính thôn là thôn 20)
1. ↑  Tổng cục Thống kê